# Eureka Mill
Eureka Mill – jednostka osadnicza w Stanach Zjednoczonych, w stanie Karolina Południowa, w hrabstwie Chester.